# Steel
Steel to jednorazowy powermetalowy szwedzki projekt Danem Swanö z członkami zespołu Opeth, który swoje początki zawdzięcza sesji nagraniowej do albumu Opeth Morningrise. Podczas próby dźwiękowej pojawił się pomysł nagrania dla zabawy krótkiego kawałka zatytułowanego Guitars and Metal. W ten sposób powstał Steel. Wkrótce muzycy otrzymali propozycję nagrania paru innych utworów, początkowo przeznaczonych na demo. Utwory te zostały ostatecznie wydane przez Near Dark Productions na 7 calowym winylu jako limitowana EPka, zatytułowana Heavy Metal Machine. Stanowi ona do dziś cały dorobek artystyczny zespołu.
Heavy Metal Machine, zawierające jedynie dwa utwory, nawiązuje swoimi brzmieniami w humorystyczny sposób do typowych power metalowych zespołów. Samo wydawnictwo jest trudno osiągalne z racji ilości wydanych egzemplarzy.

## Dyskografia

### Heavy Metal Machine(1998)
1. Heavy Metal Machine – 3:34
2. Rock Tonite – 4:11

EPka wydana na limitowanym 7 calowym winylu
Dodatkowy utwór Say Goodbye (to Love) został udostępniony w internecie do ściągnięcia za darmo.

## Skład
- Dan Swanö – wokal
- Mikael Åkerfeldt – gitara
- Peter Lindgren – gitara basowa
- Anders Nordin – perkusja